# Al-Arishah (nahija)
Nahija Al-Arishah je nahija u okrugu Al-Hasakah, u sirijskoj pokrajini Al-Hasakah. Po popisu iz 2004. (prije rata), nahija je imala 30.544 stanovnika. Administrativno sjedište je u naselju Al-Arishah.